# Jan Bezdružický z Kolovrat († 1604)
Jan Bezdružický z Kolovrat na Bystrém, také z Kolowrat (zmiňován 1534, † 1604) byl český šlechtic z rodu Kolovratů. Působil v radě nad apelacemi a stal se i jejím prezidentem.

## Původ a kariéra
Narodil se jako syn Ludvíka Bezdružického z Kolovrat († 1554–1555), pozdějšího hejtmana Nového Města pražského, a jeho manželky Anny z Ilburka († 1551–1554).
Jako jeho otec i Jan se stal apelačním radou, od 22. listopadu 1577 do roku 1585 (nebo 1593–1595) byl dokonce prezidentem rady nad apelacemi. Jako úředník si počínal spravedlivě.
Zastával také úřad hejtmana Chrudimského kraje (1586–1588).
Zemřel v roce 1604 a byl pohřben v Bystrém.

## Majetek

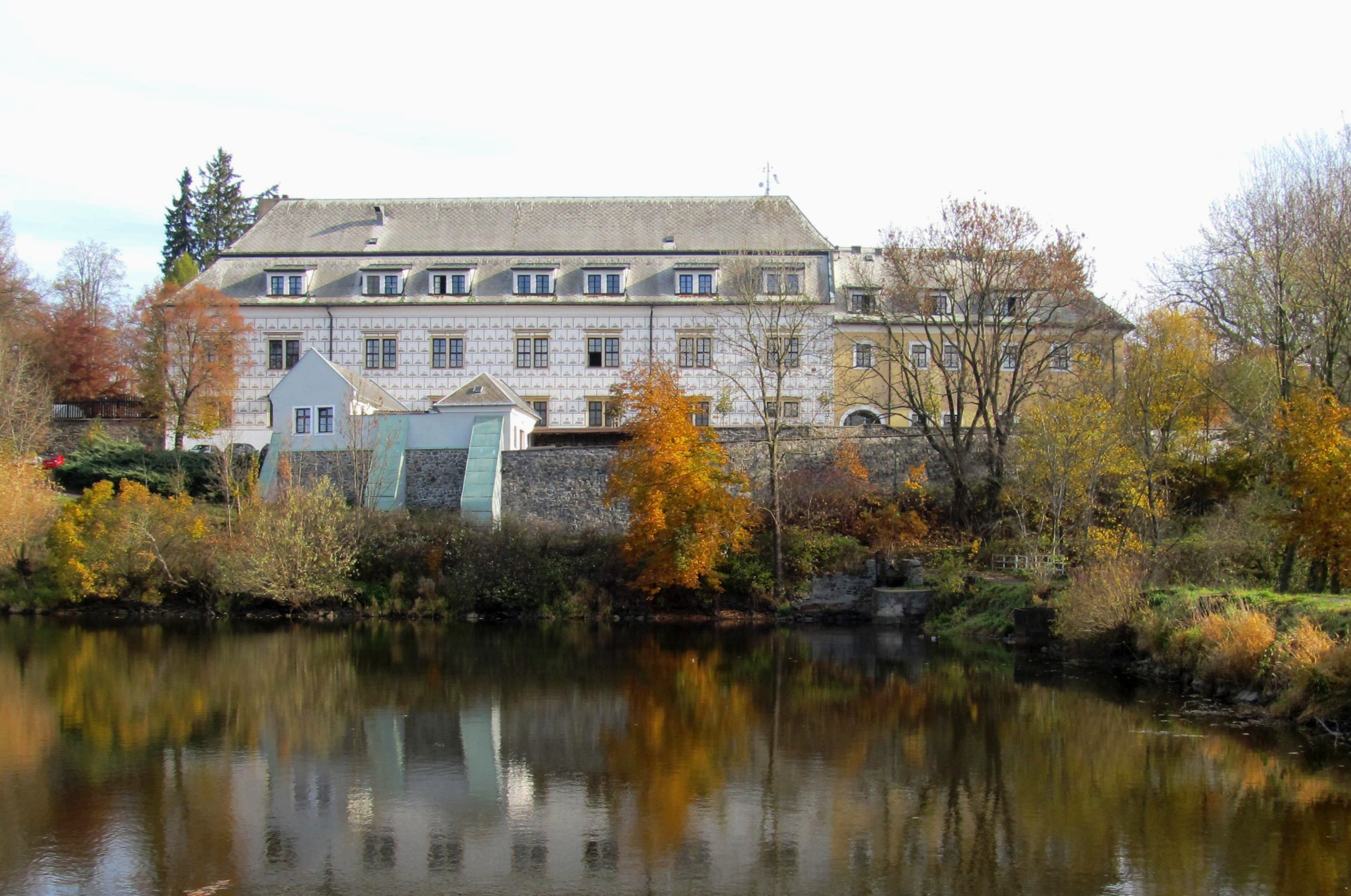
Zámek Bystré

Zdědil část Kornouze (také Kornhaus, Mšec), potom ho držel do roku 1569 celý. Vlastnil také Záběhlice, ale prodal je v roce 1596. Z druhého manželství vyženil Bystré, které se vydělilo ze svojanovského panství. V letech 1586–1590 tam nechal na návrší u staré tvrze postavit renesanční zámek o trojkřídlé dispozici a s věží. V přilehlé zahradě se pěstovaly pomerančovníky, citronovníky a fíkovníky. Dále vlastnil Hrochův Týnec.

## Rodina
Jan Bezdružický z Kolovrat se oženil třikrát. Nejdříve si vzal 5. ledna 1556 Markétu z Roupova († 1575), vdovu po Viktorinu z Gutštejna. Jeho druhá manželka byla Bohunka Zárubová z Hustířan († 19. srpna 1583, pohřbena v Bystrém), ovdovělá Žehušická, dcera Jan Záruby z Hustířan a Kateřiny z Hrádku. Potřetí se oženil 3. března 1585 na Starém Městě pražském s Alžbětou z Rožmitálu († po 1590), dcerou Zdeňka Lva z Rožmitálu a Estery z Doubravice. Ze třetího manželství měl dva syny:
- 1. Ladislav Ludvík, (zmiňová 1603, † asi 1623)
  - ∞ (18. 7. 1617) neznámá manželka
- 2. Vilém Jindřich (5. 11. 1589 Bystré – 11. 7. 1642, pohřben ve Vídni)
  - ∞ (před 1612) Johana z Hochhausenu († 1620, pohřbena v Praze)